# Dimitrie Barbu
Dimitrie Barbu (n. 1862, Pecica – d. 1946, Chișineu-Criș) a fost un deputat în Marea Adunare Națională de la Alba Iulia, organismul legislativ reprezentativ al „tuturor românilor din Transilvania, Banat și Țara Ungurească”, cel care a adoptat hotărârea privind Unirea Transilvaniei cu România, la 1 decembrie 1918.:p. 77

## Biografie
Dimitrie Barbu, a studiat teologia, slujind la începutul carierei ca preot în parohia ortodoxă Pecica, din județul Arad. Ulterior a fost promovat la rangul de protopop al protoieriei Chișineu-Criș. După pensionare, Dimitrie Barbu a locuit la Arad.:p. 16

## Activitatea politică

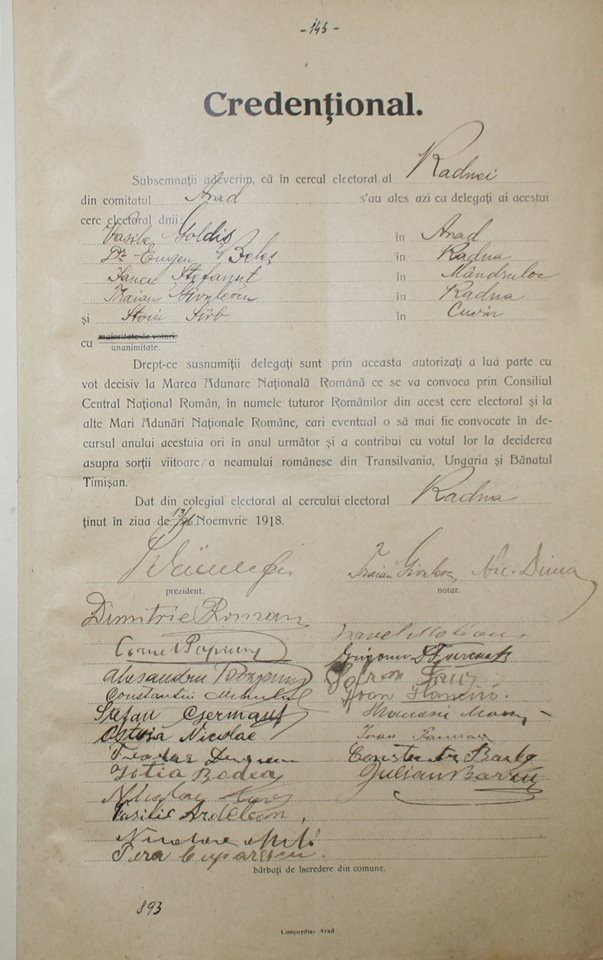
Credențional

Ca deputat în Adunarea Națională din 1 decembrie 1918 a reprezentat, ca delegat de drept, Protopopiatul Chișineu-Criș și, ca membru supleant, Consistoriul Ortodox Român din Arad. După Marea Unire a fost ales senator în Parlamentul României, într-una din legislaturi.:p. 77:p. 16